# العلاقات الليختنشتانية الموريتانية
العلاقات الليختنشتانية الموريتانية هي العلاقات الثنائية التي تجمع بين ليختنشتاين وموريتانيا.

## مقارنة بين البلدين
هذه مقارنة عامة ومرجعية للدولتين:
| وجه المقارنة                                              | ليختنشتاين                                 | موريتانيا                 |
| --------------------------------------------------------- | ------------------------------------------ | ------------------------- |
| المساحة (كم2)                                             | 16                                         | 1.03 مليون                |
| عدد السكان (نسمة)                                         | 37.47 ألف                                  | 4.42 مليون                |
| الكثافة السكانية (ن./كم²)                                 | 234.19 ألف                                 | 4.29                      |
| العاصمة                                                   | فادوتس                                     | نواكشوط                   |
| اللغة الرسمية                                             | اللغة الألمانية                            | اللغة العربية، لغة فرنسية |
| العملة                                                    | فرنك سويسري                                | أوقية موريتانية، أوقية ‏   |
| الناتج المحلي الإجمالي (بليون دولار)                      | 6.29 مليار                                 | 5.02 مليار                |
| الناتج المحلي الإجمالي (تعادل القوة الشرائية) بليون دولار |                                            |                           |
| الناتج المحلي الإجمالي الاسمي للفرد دولار أمريكي          |                                            |                           |
| الناتج المحلي الإجمالي للفرد دولار أمريكي                 |                                            | 3.91 ألف                  |
| مؤشر التنمية البشرية                                      | 0.908                                      | 0.506                     |
| رمز المكالمات الدولي                                      | +423                                       | +222                      |
| رمز الإنترنت                                              | .li                                        | .mr                       |
| المنطقة الزمنية                                           | توقيت وسط أوروبا، ت ع م+01:00، ت ع م+02:00 | 00                        |

## منظمات دولية مشتركة
يشترك البلدان في عضوية مجموعة من المنظمات الدولية، منها:
| علم المنظمة | اسم المنظمة                   | تاريخ انضمام ليختنشتاين | تاريخ انضمام موريتانيا |
| ----------- | ----------------------------- | ----------------------- | ---------------------- |
|             | الاتحاد البريدي العالمي       | ?                       | ?                      |
|             | الاتحاد الدولي للاتصالات      | 25 يوليو 1963           | 18 أبريل 1962          |
|             | منظمة حظر الأسلحة الكيميائية  | ?                       | ?                      |
|             | منظمة التجارة العالمية        | ?                       | 31 مايو 1995           |
|             | منظمة الشرطة الجنائية الدولية | ?                       | ?                      |
|             | الأمم المتحدة                 | 18 سبتمبر 1990          | 27 أكتوبر 1961         |